# 中国—贝宁关系
中國—贝宁关系（法語：Relations entre la Chine et la Bénin），是指歷史上的中國和贝宁、以至現在中華人民共和國與贝宁共和國之間的雙邊關係。中華人民共和國和贝宁在1964年11月首次建交，兩国其後斷交，後在1972年12月恢復外交關係；中國曾援建貝寧多個政府部門的辦公大樓，並在2015年第一季成為了貝寧第二大的進口來源地。

## 歷史
贝宁的文化和民俗中的一些元素與中國有關連，這被認為是古代的中國與贝宁有來往的證據:274。贝宁人民懂得用失蠟法製造銅器，據說這是鄭和南下西洋時傳到當地的，不可能是由西方國家傳入:274；贝宁等非洲西部國家流行的伏都教與漢語「巫毒」發音相同，信仰相似，有指是鄭和從中國傳到世界各地的習俗:275。此外，贝宁有婦女穿戴頸圈的民俗，這與雲南地區和緬甸的風俗相若；據考證，全球各地只有這三個地區的女性會穿戴這樣的頸圈:274–275。
達荷美共和國（即今天的贝宁）在1960年8月宣佈獨立為國；獨立後，較為接受共產主義的蘇魯－米岡·阿皮蒂成為達荷美共和國的副總統，但該國的總參謀長一職卻由傾向反共主義的克里斯托夫·索格洛擔任。
達荷美在1962年1月與當時已退到台灣的中華民國建立外交關係，又於1964年11月宣佈與中華人民共和國建交；此前，美國國務院曾派員會晤達荷美總理朱斯坦·阿奧馬德貝－托莫坦，企圖勸阻達荷美與中華人民共和國建交，但未果，阿奧馬德貝更反問為何「两个中国」不可行。翌年上半年，中華人民共和國派出大使到當地，但中華民國的外交人員沒有離開:20。於是，中華人民共和國向达荷美提出交涉，达荷美方面决定要求中華民國撤使，否則将驱逐中華民國的人員，中華民國只好撤走使節，並宣佈與達荷美斷交:130；索格洛協助中華民國撤館，又保管大使館上的中華民國國旗。
後來，克里斯托夫·索格洛在政變後掌權，成為達荷美的領導人。1966年，他在沒有任何理由的情況下單方面與中華人民共和國斷交:4348，並要求新華社的人員離境；同年4月中旬，中華民國與達荷美先後簽署合作協定和建交公報，正式建立外交關係。1972年10月，贝宁軍官馬蒂厄·克雷庫發動政变，宣佈往後要推行社会主义形式的发展，並在1975年把国號改為「贝宁」；他領導下的政府在1972年12月29日与中華人民共和國恢復外交關係，贝宁此後一直與之維持良好的邦交，也接受了中華人民共和國的各項援助。
2008年3月，贝宁国民议会议长马蒂兰·纳戈在與中國駐當地大使會晤時抨擊臺灣入聯公投，認為中華民國舉行此公投旨在推動台灣獨立；他表示，贝宁国民议会將代表所有贝宁人，反对台湾舉行此公投，而贝宁也會堅決反對台灣獨立為國的主張。

## 經貿關係
- 中國大陸出口到贝宁的商品（2012年）[10]
- 贝宁出口到中國大陸的商品（2012年）[11]

2012年，中華人民共和國出口了24.1億美元到贝宁，不少貨品是紡織品、假髮、鞋類等衣飾；贝宁在同年出口了2.39億美元來華，貨品主要是原棉和木材。2015年第一季，中國成為了贝宁第二大的进口來源地。
不少中國企業在贝宁設有代表機構，當中有华为等的電信企業，也包括中铁五局等的建設企業。

## 文化關係
1965年5月，中华人民共和国派出第一个杂技团访问贝宁。1977年2月，又派杂技团访贝。1984年6月24日，中华人民共和国外交部长吴学谦同贝宁外交合作部长蒂亚米乌·阿吉巴德在北京签订两国文化合作协定。1986年6月，中国广西艺术团到贝宁访问演出。
贝宁中国文化中心於1988年成立，以传揚中华文化、支持非洲国家發展當地文化為目標；該中心曾舉辦展覽會、音乐会等的文化活動，開辦汉语、武术和太极拳課程。贝宁的阿波美-卡拉维大学設有孔子学院；該学院曾向贝宁的SOS兒童村送贈汉语书籍等物資，並計劃在兒童村推行汉语教學。

## 援助
中華人民共和國援助贝宁興修多棟政府建築物，包括該国财政部、外交部和发展部的办公大楼；中國也曾在當地援建一座佔地30公顷的体育场，以及一座面积逾70000平方米的会议大厦。此外，中国政府在贝宁援建了一所於2014年10月開始營運的职业技术学校，向當地青年提供職業教育，冀能舒解贝宁青年失业率高的问题。
醫療援助方面，中華人民共和國在莫諾省援建了一座医院，設有逾百個床位，提供内科、外科、妇产科等11个醫學學科的服務；從1978年至2005年，中國共派遣了13批医疗队到贝宁。

## 外部連結
- 中华人民共和国驻贝宁共和国大使馆官方网站（简体中文）（法文）
  - 中华人民共和国驻贝宁共和国大使馆经济商务处官方网站（简体中文）